# Huset i världens mitt
Huset i världens mitt är en svensk TV-film från 1980 i regi av Kurt-Olof Sundström. Filmen premiärvisades den 17 februari 1980 i TV1 och i rollerna ses Tommy Johnson, Mona Malm, Björn Gustafson, Birgitta Andersson och Gregor Dahlman.